# リース・ホッファ
リース・ホッファ（Reese Hoffa 1977年10月8日 - ）は、アメリカ合衆国ジョージア州エバンズ出身の陸上競技選手。専門は砲丸投。自己ベストは屋内では22m11cm、屋外では22m43cmとなっている。
高校時代は陸上競技以外にアメリカンフットボール、レスリング、野球なども行っていた。ジョージア大学に進学後、カスタマーサポートサービスの会社員として働きながらNCAAの大会で1998年、1999年には共に11位、2000年には室内大会で2位、屋外大会でも4位となった。また同年のシドニーオリンピック選考会にも出場6位となっている。2001年には屋外大会で3位、サウスイースタン・カンファレンスのチャンピオンになりNCAA大会では3位となった。2004年世界室内陸上選手権で銀メダルを獲得したが、アテネオリンピックでは22位に終わった。2006年にモスクワで行われた世界室内陸上選手権で優勝した。2007年8月25日に大阪で行われた世界陸上選手権では22m04cmを投げて練習仲間であり、銀メダルを獲得したアダム・ネルソンに43cmの差をつけて金メダルを獲得した。